# Nosferatu (Band)
Nosferatu ist eine englische Gothic-Rock-Band, die im März 1988 von Damien DeVille, Vlad Janicek und Sapphire Aurora gegründet wurde. Ihre Alben, Singles und DVD wurden weltweit über 100.000 mal verkauft. Aktuelle Besetzung: Damien DeVille (Gitarre) und Tim Vic (Gesang).

## Diskografie

### Studioalben
- Rise (1993) CD, vinyl and cassette
- The Prophecy (1994) CD, double vinyl and Ltd. cassette
- Prince of Darkness (1996) CD only
- Lord of the Flies (1998) CD only
- Wonderland (2011) CD only

### Live-Alben
- Face the Master (Bootleg) Cassette
- Reflections Through a Darker Glass (March 2000) CD

### Kompilationsalben
- Legend (Jan 94) CD & Cassette
- ReVamped (July 99) CD
- The Best of Nosferatu: Volume 1: The Hades Years (Dec 2001) CD
- Vampyres, Witches, Devils & Ghouls: The Very Best of Nosferatu (Feb 2006) CD
- Anthology (2 Disc Album) (May 2006) CD

### Singles
- The Hellhound (Sept 91) 12" and cassette single
- Vampyres Cry (March 92) 12" and cassette single
- Diva (Sept 92) 12" and cassette single
- Inside the Devil (April 93) 12" and CD single
- Savage Kiss (Nov 93) 12" and CD single
- The Haunting (Sept 95) 12" and CD single
- Somebody Put Something in My Drink (June 2005) CD single
- Black Hole (April 2010) CD single

### Box Sets
- Visionary Vampyres DVD (June 2005) DVD & 3 Albums; Ltd Edition Boxed Set

### Frühe Veröffentlichungen
- Bloodlust (Jan 1989) Cassette
- Symphony of Shadows (Jan 1990) Cassette
- The Deathmaster Remixes (Sept 91) Ltd Edition Cassette
- The Gathering (Oct 92) Ltd Edition cassette